# Wspólnota administracyjna Calw
Wspólnota administracyjna Calw – wspólnota administracyjna (niem. Vereinbarte Verwaltungsgemeinschaft) w Niemczech, w kraju związkowym Badenia-Wirtembergia, w rejencji Karlsruhe, w regionie Nordschwarzwald, w powiecie Calw. Siedziba wspólnoty znajduje się w mieście Calw, przewodniczącym jej jest Manfred Dunst.
Wspólnota administracyjna zrzesza jedno miasto i jedną gminę wiejską:
- Calw, miasto, 23 230 mieszkańców, 59,88 km²
- Oberreichenbach, 2 810 mieszkańców, 35,99 km²